# Zofia Kasperska

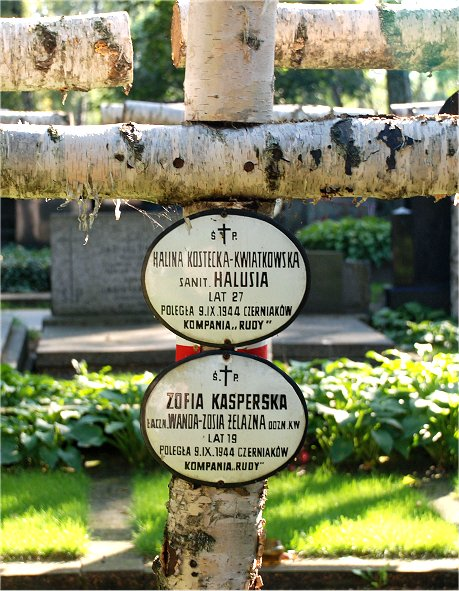
Grób na Powązkach Wojskowych

Zofia Kasperska ps. „Zosia Żelazna”, „Wanda” (ur. 3 czerwca 1925 w Brwinowie, zm. 9 września 1944 w Warszawie) – łączniczka i sanitariuszka, uczestniczka powstania warszawskiego w II plutonie „Alek” 2. kompanii „Rudy” batalionu „Zośka”.

## Życiorys
Córka Jerzego i Celestyny z domu Dąbrowskiej. W trakcie niemieckiej okupacji uczyła się w Gimnazjum i Liceum im. Narcyzy Żmichowskiej gdzie na tajnych kompletach, w 1944, uzyskała maturę. Jednocześnie sama udzielała korepetycji z historii i geografii dziewczętom ze szkół powszechnych. Od 1940 działała w konspiracji, była członkiem Szarych Szeregów.
31. dnia powstania warszawskiego uczestniczyła w udanym przebiciu do Śródmieścia. Po tym wydarzeniu opatrywała rannych przebywających w kościele św. Antoniego z Padwy przy ul. Senatorskiej 31/33 i piwnicach Biblioteki Zamoyskich (pałac Błękitny) przy Senatorskiej 37.
Poległa 9 września 1944 w walkach powstańczych przy ul. Książęcej na Czerniakowie. Miała 20 lat. Pochowana wraz z sanitariuszką Haliną Kostecką-Kwiatkowską w kwaterach żołnierzy i sanitariuszek batalionu „Zośka” na Wojskowych Powązkach w Warszawie (kwatera A20-3-17).
Została odznaczona Krzyżem Walecznych.